# Чистохлеб
Чистохлеб (пол. Czystochleb) — село в Польщі, у гміні Ринськ Вомбжезького повіту Куявсько-Поморського воєводства.
Населення — 628 осіб (2011).

## Демографія
Демографічна структура станом на 31 березня 2011 року:
|          | Загалом | Допрацездатний вік | Працездатний вік | Постпрацездатний вік |
| -------- | ------- | ------------------ | ---------------- | -------------------- |
| Чоловіки | 310     | 75                 | 208              | 27                   |
| Жінки    | 318     | 81                 | 190              | 47                   |
| Разом    | 628     | 156                | 398              | 74                   |